# 甘え
| ウィキペディアには「甘え」という見出しの百科事典記事はありません（タイトルに「甘え」を含むページの一覧/「甘え」で始まるページの一覧）。 代わりにウィクショナリーのページ「あまえ」が役に立つかもしれません。 |